# Turricaspia bogensis
Turricaspia bogensis is een slakkensoort uit de familie van de Hydrobiidae. De wetenschappelijke naam van de soort is voor het eerst geldig gepubliceerd in 1852 door Dubois in Küster.